# 冰岛高地

冰島高原的範圍

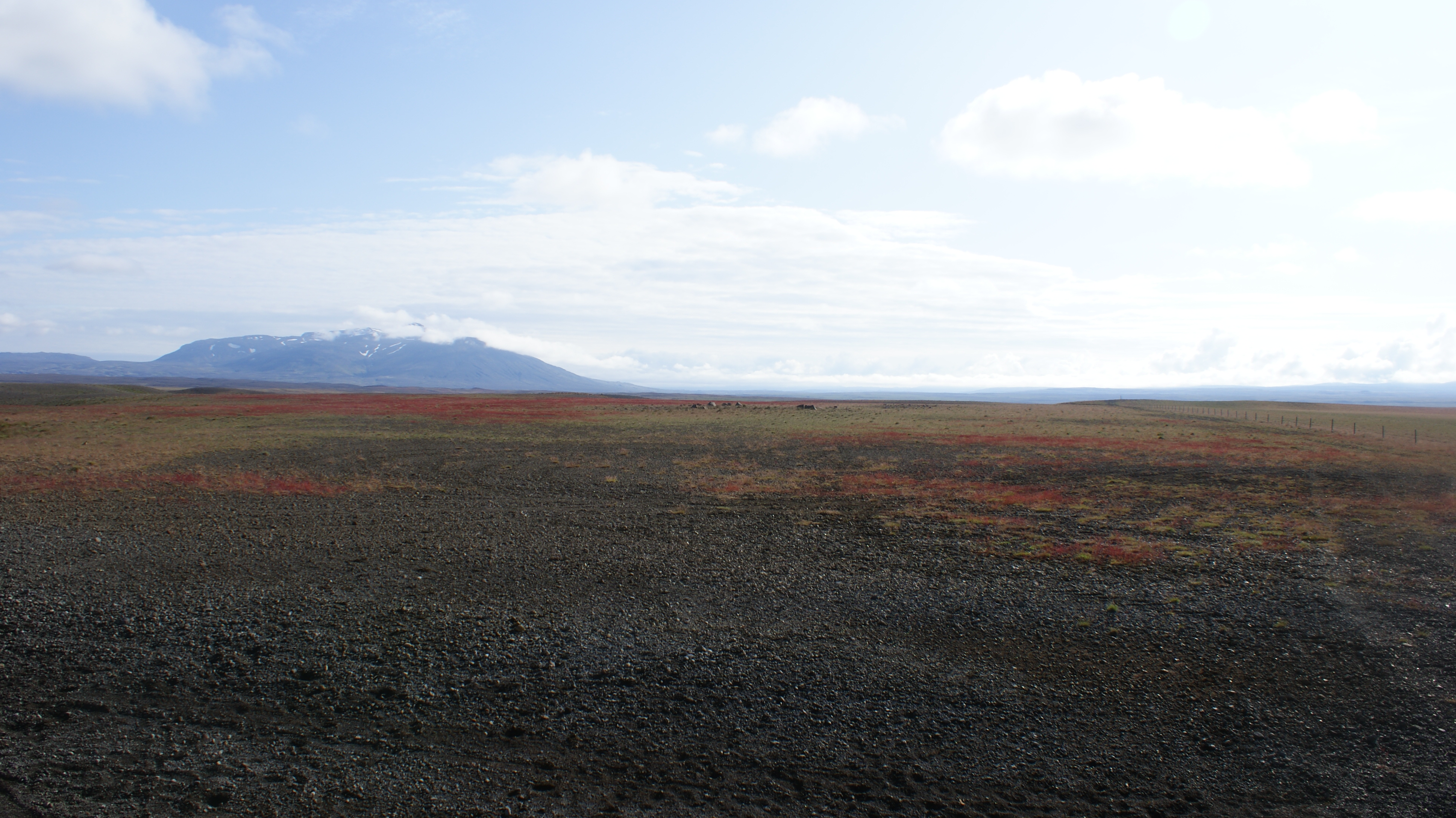
荒漠構成冰島高地中央的主要地景，圖中為穿越冰島高地的克魯爾 (冰島)公路。

冰島高地是一個人煙稀少的高地，覆蓋於冰島內陸地區。冰島高地位於海拔高度至以上，大部分地區遍布不適合人類居住的火山沙漠，地表主要由呈灰色、黑色或棕色的土壤、熔岩或火山灰構成。少數類似綠洲的地區，如阿斯恰火山附近的海爾聚布雷茲山，只會出現在河流附近。
冰島人將高地地區分類為：
- ：意為山谷之間寬闊的山脊，如博爾加內斯北方朗加地區的山脊。
- ：意為真正的高地，如斯本雷吉森達（英语：Sprengisandur）公路旁的高地。

冰島為數眾多的冰川中，大部分都在冰島高地範圍內，如瓦特納冰原、朗格冰原、霍夫斯冰原等。植被通常只生長於冰川河流沿岸。此處也可能發生冰川潰決洪水造成的災害。
此外，在冰島高地上也可觀察到冰島火山活動，如蘭德曼納勞卡與阿斯洽火山附近的海爾聚布雷茲山等地區。

## 內部路徑

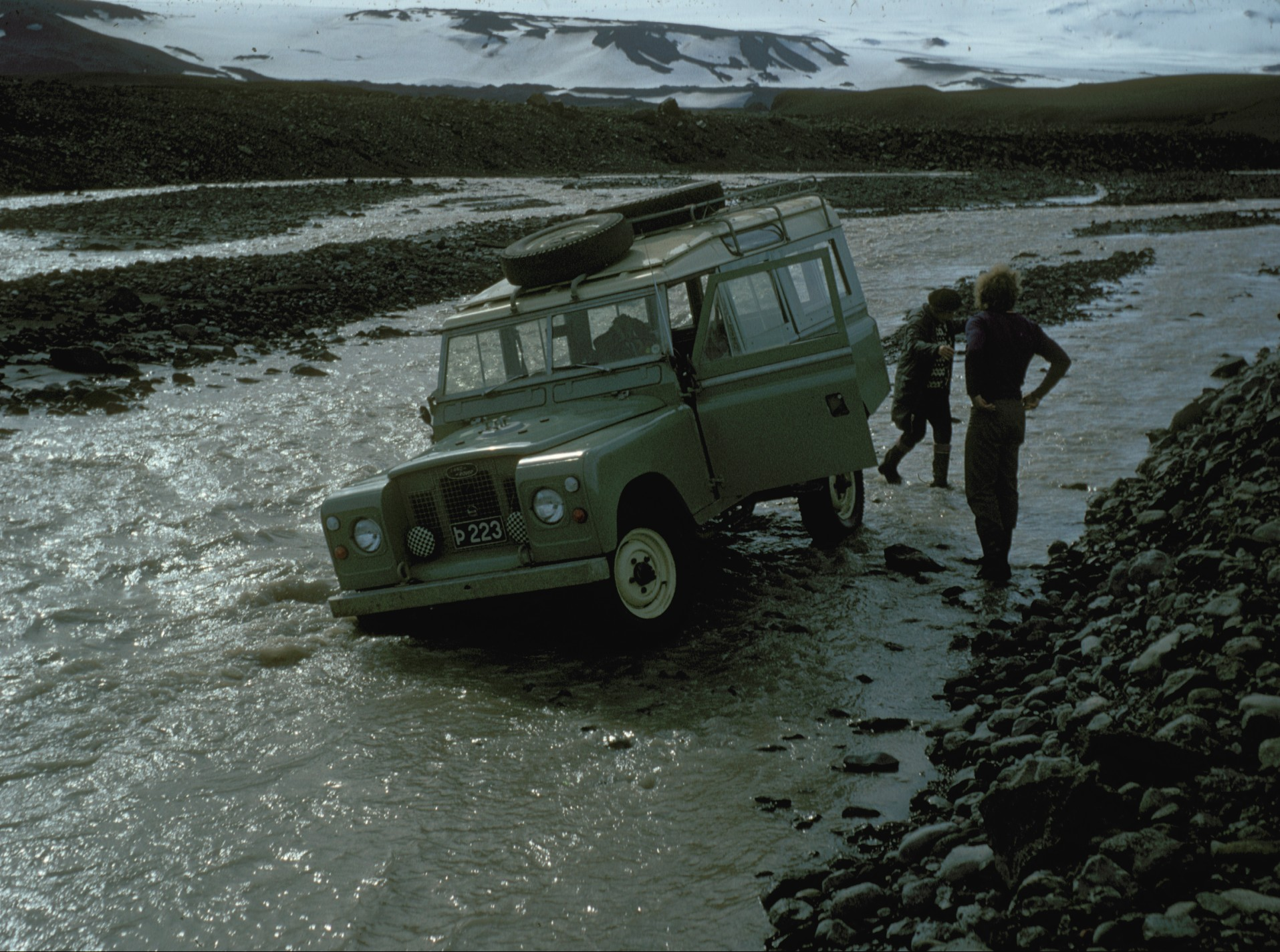
一輛荒原路華109型卡車卡在冰島高地某處河流的河床上。

冰島高地只有在夏季時才可通行，在其他季節中則會被封閉。最有名的高地公路包括卡爾達達爾維格、克魯爾、斯本雷吉森達等。多數高地公路都需要駕駛四輪驅動車輛才能通行，因為必須橫渡河流。不過，普通車輛可以行駛於克魯爾公路，該公路因此成為冰島最受歡迎的高地公路。為了保護環境，冰島無雪地區－－包括高地地區－－完全禁止越野車輛行駛。

## 外部連結
维基共享资源上的相關多媒體資源：冰岛高地